# Princenhage
Princenhage (Aussprache: ['prɪnsə(n)ˌɦaːɣə]) ist ein Stadtteil im Südwesten der Stadt Breda in der niederländischen Provinz Noord-Brabant.

## Geschichte
Die Herrlichkeit Hage wurde erstmals 1198 erwähnt. Sie war Teil der Baronie Breda. Die namensgebende Haag (Hecke) war ein umzäuntes Gelände, das den Herren von Breda als Jagdrevier diente. Im Jahr 1261 wurde das Dorf auf Mertersem (das spätere Princenhage) eine eigenständige Pfarrei. Im Jahr 1328 erhielt Mertersem eine Schöffenbank. Bis 1796 wurde das Dorf vom Sheriff und sieben Stadträten regiert. Im selben Jahr spaltete sich die Gemeinde Beek ab.
Princenhage war ab dem 19. Jahrhundert eine eigenständige Gemeinde. Ursprünglich als „Haage“ mit einem großen Gebiet im Nordwesten und Südwesten von Breda. Allmählich verlor das Gebiet Teile an das wachsende Breda. Als die Gemeinde während des Zweiten Weltkriegs im Jahr 1942 neu geordnet wurde, wurden der südliche Teil und das Dorf Princenhage der Gemeinde Breda hinzugefügt. Der nördliche Teil mit dem Dorf „Beek“ (Bach) wurde eine eigenständige Gemeinde, die später den Namen Prinsenbeek erhielt.
1819 wurde das Präfix „Princen“ hinzugefügt. Es bezieht sich möglicherweise auf den Prinz von Oranien, seit 1538 der Herr von Breda.
Es gibt eine Anekdote, dass die Einwohner von Princenhage die Bewohner von 's-Gravenhage (Den Haag), was für „Die Hecke des Grafen“ steht, verspotteten. In Den Haag gab es nur einen Grafen, in Princenhage gab es einen Prinzen.

## Geboren in Princenhage
- Kees Rijvers (1926–2024), Fußballspieler und -trainer
- Jos Suijkerbuijk (1929–2015), Radrennfahrer
- Leo Canjels (1933–2010), Fußballspieler

## Begraben in Princenhage
Mehrere Vorfahren und Verwandte des niederländischen Malers Vincent van Gogh und seines Bruders Theo van Gogh sind auf dem Haagveld-Friedhof begraben.
- Vincent (Ferdinand Jacob) van Gogh (1789–1874), Prediger und Großvater von Vincent und Theo
- Elisabeth Huberta van Gogh-Vrijdag (1857), Großmutter von Vincent und Theo (Ehefrau von Vincent Ferdinand Jacob)
- Vincent van Gogh „Onkel Cent“ (1820–1888), Kunsthändler und Onkel von Vincent und Theo
- Cornelia van Gogh-Carbentus (1829–1913), Tante des Vincent und Theo (Ehefrau von Onkel Cent)